# Liste des routes d'État du Delaware
Les routes d'État au Delaware font partie du réseau de routes (avec les autoroutes inter-États et les US Routes) entretenues par le Delaware Department of Transportation (DelDOT) au Delaware. La numérotation des routes d'État du Delaware repose sur la même logique que celle des US Routes alors que les routes impaires vont du sud au nord et que les routes paires vont d'ouest en est. Le numéro des routes augmente plus la route se trouve au sud ou à l'ouest.

## Liste des routes d'État
| Numéro | Longueur (mi) | Longueur (km) | Terminus sud / ouest                                      | Terminus nord / est                                           | Créée | Notes |
| ------ | ------------- | ------------- | --------------------------------------------------------- | ------------------------------------------------------------- | ----- | --- |
| DE 1   | 102,63        | 165,17        | MD 528 à la frontière du Maryland à Fenwick Island        | I-95 / DE 7 à Christiana                                      | 1974  | Plus longue route d'état |
| DE 1A  | 2,01          | 3,23          | DE 1 à Dewey Beach                                        | DE 1 à Rehoboth Beach                                         | 1974  | |
| DE 1B  | 0,75          | 1,21          | DE 1 à Rehoboth Beach                                     | DE 1A à Rehoboth Beach                                        | 1974  | |
| DE 1D  | 3,92          | 6,31          | DE 1 / DE 24 à Midway                                     | US 9 / DE 23 / DE 404 à Nassau                                | 1996  | |
| DE 2   | 10,81         | 17,40         | DE 72 / DE 273 près de Newark                             | DE 52 à Wilmington                                            | 1936  | |
| DE 3   | 6,15          | 9,90          | I-495 à Edgemoor                                          | DE 92 à Hanbys Corner                                         | 1968  | |
| DE 4   | 14,08         | 22,66         | DE 279 / DE 896 à Newark                                  | DE 48 à Wilmington                                            | 1967  | |
| DE 5   | 19,49         | 31,37         | River Road à Oak Orchard                                  | DE 1 près de Milton                                           | 1938  | |
| DE 6   | 17,38         | 27,97         | MD 291 à la frontière du Maryland près de Blackiston      | Delaware Avenue à Woodland Beach                              | 1936  | |
| DE 7   | 16,87         | 27,15         | US 13 / DE 72 à Wrangle Hill                              | SR 3013 à la frontière avec la Pennsylvanie près de Hockessin | 1936  | |
| DE 8   | 17,15         | 27,60         | MD 454 à la frontière du Maryland à Marydel               | DE 9 près de Little Creek                                     | 1936  | |
| DE 9   | 57,83         | 93,07         | DE 1 près de la Dover Air Force Base                      | DE 2 à Wilmington                                             | 1936  | |
| DE 9A  | 2,00          | 3,20          | DE 9 à Wilmington                                         | US 13 / DE 9 à Wilmington                                     | 1971  | |
| DE 10  | 16,12         | 25,94         | MD 287 à la frontière du Maryland à Sandtown              | DE 1 à la Dover Air Force Base                                | 1936  | |
| DE 11  | 6,93          | 11,15         | MD 302 à la frontière du Maryland                         | DE 300 près de Kenton                                         | 1936  | |
| DE 12  | 16,35         | 26,31         | MD 314 à la frontière du Maryland à Whiteleysburg         | DE 1 près de Frederica                                        | 1936  | |
| DE 14  | 19,47         | 31,33         | MD 317 à la frontière du Maryland                         | DE 1 près de Milford                                          | 1936  | |
| DE 15  | 57,05         | 91,81         | DE 14 près de Milford                                     | DE 71 / DE 896 à Summit Bridge                                | 1984  | |
| DE 16  | 30,31         | 48,78         | MD 16 à la frontière du Maryland près de Hickman          | Fin de la route à Broadkill Beach                             | 1936  | |
| DE 17  | 8,30          | 13,36         | DE 54 à Selbyville                                        | DE 26 près de Millville                                       | 1938  | |
| DE 18  | 19,35         | 31,14         | MD 318 à la frontière du Maryland                         | US 9 / DE 404 à Georgetown                                    | 1936  | |
| DE 20  | 40,29         | 64,84         | MD 392 à la frontière du Maryland à Reliance              | DE 54 près de Fenwick Island                                  | 1936  | |
| DE 23  | 14,76         | 23,75         | Fin de la route à Long Neck                               | US 9 / DE 404 / DE 1D à Nassau                                | 1994  | |
| DE 24  | 40,42         | 65,05         | MD 348 à la frontière du Maryland                         | DE 1 à Midway                                                 | 1936  | |
| DE 26  | 22,96         | 36,95         | DE 54 près de Gumboro                                     | Fin de la route à Bethany Beach                               | 1936  | |
| DE 30  | 22,63         | 36,42         | DE 24 à Millsboro                                         | DE 1 Bus. à Milford                                           | 1938  | |
| DE 36  | 23,28         | 37,47         | DE 404 à Scotts Corner                                    | Bay Avenue à Slaughter Beach                                  | 1938  | |
| DE 37  | 3,11          | 5,01          | DE 273 près de Christiana                                 | US 202 / DE 141 près de l'Aéroport de New Castle              | 1985  | |
| DE 41  | 6,19          | 9,96          | DE 2 / DE 62 à Prices Corner                              | PA 41 à la frontière de la Pennsylvanie près de Hockessin     | 1936  | |
| DE 42  | 12,74         | 20,50         | DE 6 à Blackiston                                         | DE 9 à Leipsic                                                | 1936  | |
| DE 44  | 6,65          | 10,70         | DE 300 à Everetts Corner                                  | DE 8 à Pearsons Corner                                        | 1936  | |
| DE 48  | 7,09          | 11,41         | DE 41 à Hockessin                                         | US 13 Bus. à Wilmington                                       | 1936  | Se poursuivait jusqu'au quai de traversiers près du Port de Wilmington et était reliée au New Jersey (Route 48) via un traversier jusqu'à Penns Grove |
| DE 52  | 7,87          | 12,67         | US 13 Bus. à Wilmington                                   | PA 52 à la frontière de la Pennsylvanie près de Centerville   | 1936  | |
| DE 54  | 38,59         | 62,10         | MD 54 à la frontière du Maryland près de Delmar           | DE 1 à Fenwick Island                                         | 1969  | Un segment de la route forme un multiplex avec la MD 54 sur la frontière du Maryland                                                                  |
| DE 58  | 3,86          | 6,21          | DE 4 à Christiana                                         | DE 273 près de Hares Corner                                   | 1985  | |
| DE 62  | 3,02          | 4,86          | DE 2 / DE 41 à Prices Corner                              | Cul-de-sac à Newport                                          | 1981  | |
| DE 71  | 21,99         | 35,39         | US 13 près de Townsend                                    | US 13 / DE 1 à Tybouts Corner                                 | 1938  | |
| DE 72  | 17,42         | 28,03         | DE 9 près de Delaware City                                | DE 7 à Pike Creek                                             | 1942  | |
| DE 82  | 5,49          | 8,84          | DE 52 près de Greenville                                  | PA 82 à la frontière de la Pennsylvanie près de Yorklyn       | 1952  | |
| DE 92  | 8,83          | 14,21         | DE 100 près de Montchanin                                 | US 13 à Claymont                                              | 1968  | |
| DE 100 | 899           | 14,47         | DE 4 près d'Elsmere                                       | SR 3100 à la frontière de la Pennsylvanie près de Montchanin  | 1938  | Continuait comme PA 100 jusqu'en 2003 |
| DE 141 | 11,60         | 18,67         | DE 9 / DE 273 à New Castle                                | US 202 / DE 261 près de Fairfax                               | 1952  | |
| DE 202 | 1,01          | 1,63          | US 13 Bus. à Wilmington                                   | I-95 / US 202 à Wilmington                                    | 1981  | Ancien tracé de la US 202 |
| DE 261 | 4,37          | 7,03          | US 202 / DE 141 près de Fairfax                           | PA 261 à la frontière de la Pennsylvanie près de Ways Corner  | 1938  | |
| DE 273 | 12,66         | 20,37         | MD 273 à la frontière du Maryland à Newark                | DE 9 / DE 141 à New Castle                                    | 1936  | |
| DE 279 | 1,05          | 1,69          | MD 279 à la frontière du Maryland à Newark                | DE 4 / DE 896 à Newark                                        | 2013  | |
| DE 286 | 1,73          | 2,78          | MD 286 à la frontière du Maryland                         | DE 15 près de Summit Bridge                                   | 1994  | |
| DE 299 | 9,77          | 15,72         | MD 282 à la frontière du Maryland                         | DE 9 à Mathews Corners                                        | 1957  | |
| DE 300 | 11,83         | 19,04         | MD 300 à la frontière du Maryland près d'Everetts Corner  | US 13 / DE 6 à Smyrna                                         | 1936  | |
| DE 404 | 35,22         | 56,68         | MD 404 à la frontière du Maryland près d'Adams Crossroads | US 9 / DE 1 à Nassau                                          | 1936  | |
| DE 896 | 21,13         | 34,01         | US 13 à Boyds Corner                                      | MD 896 à la frontière du Maryland près de Newark              | 1938  | |
|        |               |               |                                                           |                                                               |       | |